# Hyperolius chrysogaster
Hyperolius chrysogaster es una especie de anfibios de la familia Hyperoliidae.
Habita en República Democrática del Congo.
Su hábitat natural incluye montanos secos, pantanos, marismas de agua dulce y corrientes intermitentes de agua dulce.
Está amenazada de extinción por la pérdida de su hábitat natural.